# Nothofagus truncata
Nothofagus truncata é uma espécie de árvore endêmica da Nova Zelândia, e podem atingir 30 metros de altura.